# بيل باركس
بيل باركس (بالإنجليزية: Bill Parks) هو لاعب كرة قاعدة أمريكي، ولد في 4 يونيو 1849 في إيستون (بنسيلفانيا) في الولايات المتحدة، وتوفي بنفس المكان في 10 أكتوبر 1911.

## وصلات خارجية
- بيل باركس على موقعبيزبول رفرنس.كوم (الدوري الرئيسي) (الإنجليزية)